# Gmina miejska
Gmina miejska (gmina o statusie miasta) – w Polsce: gmina będąca miastem. 
Zgodnie z aktualnym podziałem administracyjnym Polski gminy o statusie miasta obejmują wyłącznie dane miasto w jego granicach administracyjnych. We wcześniej obowiązujących podziałach administracyjnych granice gminy miejskiej nie musiały pokrywać się z granicami miasta – na przykład w 1938 roku gmina miejska Nowa Wilejka obejmowała poza samym miastem Nową Wilejką 11 innych miejscowości (miała więc charakter obecnej gminy miejsko-wiejskiej).
Gmina miejska może tworzyć jednostki pomocnicze, najczęściej dzielnice lub osiedla, sporadycznie także sołectwa (między innymi w Mikołowie).
W 2019 roku istniały w Polsce 302 gminy miejskie, w tym 66 gmin miejskich na prawach powiatu. W gminach miejskich na prawach powiatu organ wykonawczy – prezydent miasta – pełni funkcje zarządu powiatu i wykonuje zadania starosty, natomiast organ stanowiący – rada miasta – ma kompetencje rady powiatu.